# Diecezja Singida
Diecezja Singida – diecezja rzymskokatolicka  w Tanzanii. Powstała w 1972.

## Biskupi diecezjalni
- Bernard Mabula † (1972 – 1999)
- Desiderius M. Rwoma (1999 – 2013)
- Edward Mapunda (od 2015)